# Tonara
Tonara (sardinski: Tonàra) je grad i općina (comune) u pokrajini Nuoru u regiji Sardiniji, Italija. Nalazi se na nadmorskoj visini od 900 metara i ima 2 019 stanovnika.
 Prostire se na 52,02 km². Gustoća naseljenosti je 39 st/km².
Susjedne općine su: Belvì, Desulo, Sorgono i Tiana.